# Calolziocorte
Calolziocorte är en ort och kommun i provinsen Lecco i regionen Lombardiet i Italien. Kommunen hade 13 867 invånare (2018).